# Doom WAD
WAD fajlovi su prvi put korišćeni za skladišćenje podataka (tekstura, zvukova...) u igri Doom. Kasnije je izmišljen WAD3 sa istom ekstenzijom (.WAD) i korišćen je u igri Half-Life, takođe za skladišćenje podataka, ali ovog puta su modeli i zvukovi bili izdvojeni tako da je korišćen samo za teksture. Naziv potiče od „Gde su svi podaci?“ (Where is All the Data?).
Ovaj format je u početku služio kompresiji fajla da bi zauzimao manje prostora. Napravljen je od strane Id Software, koja je proizvela i Doom.

## Literatura
- Joseph Bell, David Skrede: The Doom Construction Kit: Mastering and Modifying Doom, Waite Group Press (April 1, 1995),  978-1-57169-003-6
- Hank Leukart: The Doom Hacker's Guide, Mis Press (March 1, 1995),  978-1-55828-428-9
- Steve Benner, et al.: 3D Game Alchemy for Doom, Doom II, Heretic and Hexen, SAMS Publishing (1996),  978-0-672-30935-9
- Kushner, David: Masters of Doom: How Two Guys Created an Empire and Transformed Pop Culture, Random House Publishing Group 2003,  978-0-375-50524-9; pages 166–169
- Larsen, Henrik: The Unofficial Master Levels for Doom II FAQ, version 1.02 (retrieved October 4, 2004)

## Spoljašnje veze
- [http://www.doomworld.com/10years/bestwads/ )
- [http://slashdot.org/interviews/99/10/15/1012230.shtml
- [http://5years.doomworld.com/interviews/justinfisher/